# Lisdoddeboorder
De lisdoddeboorder (Nonagria typhae) is een nachtvlinder uit de familie van de uilen, de Noctuidae.
De wetenschappelijke naam verwijst naar het geslacht Typha van de waardplant van deze soort.

## Beschrijving
De voorvleugellengte bedraagt tussen de 18 en 24 millimeter. Het mannetje is kleiner dan het vrouwtje. Het lijf is ietsje langer dan de vleugels, zodat aan de achterkant van een rustende vlinder een "kontje" zichtbaar is. De voorvleugels van het mannetje heeft een roodbruine grondkleur, bij het vrouwtje is die grondkleur strogeel. De tekening bestaat vooral uit lichtgekleurde aders, met zwarte stippels daarop en daarnaast. Langs de achterrand van de voorvleugel zijn donkere pijlpuntvormen te herkennen. Donkere exemplaren zijn goed te herkennen aan de drie lichte punten langs de voorrand (costa) van de voorvleugel.
De rups is slank en heeft een rossige kleur. Kop en achterste zijn roodbruin, het laatste segment is geel. De rups groeit uit tot een lengte van 50 tot 60 millimeter.

## Levenscyclus
De lisdoddeboorder gebruikt grote lisdodde en in veel mindere mate kleine lisdodde als waardplanten. De rups is te vinden van april tot juli en leeft in de stengel van de waardplant. De rups begint boven in de stengel, en trekt langzaam naar beneden. De verpopping vindt plaats met de kop naar beneden in de stengel waardplant. Vlak onder de pop zit een venstertje in de waardplant, waarvan alleen het buitenste laagje nog intact is gebleven. Door dit venster klimt de imago uit de pop en de stengel van de waardplant.
De soort overwintert als ei.

## Voorkomen
De soort komt verspreid van Noord-Afrika en Europa tot Centraal-Azië voor.

### In Nederland en België
De lisdoddeboorder is in Nederlandeen vrij algemene en in België een zeldzame soort. De soort is gebonden aan een natte habitat. De vlinder kent één generatie die vliegt van eind juni tot en met oktober.